# عبارة (بني العوام)

تعديل مصدري - تعديل

عبارة هي إحدى قرى عزلة بني الذواد بمديرية بني العوام التابعة لمحافظة حجة، بلغ تعداد سكانها 348 نسمة حسب تعداد اليمن لعام 2004.